# Christen-Democratische Krachten
De Christen-Democratische Krachten (CDK) is een Belgische lokale politieke partij in Baarle-Hertog.

## Geschiedenis
De partij werd opgericht in aanloop naar de gemeenteraadsverkiezingen van 1982 en overtuigde die stembusgang onmiddellijk 43,66% van de kiezers, goed voor zes zetels in de gemeenteraad. Verkozenen waren onder meer Jan Van Leuven, Frans Verstraeten, Leo Van Tilburg, Fons Cornelissen en Frans Adriaensen. Na de verkiezingen werd een bestuursmeerderheid met de LEBCZ gevormd met Van Leuven als burgemeester. De daaropvolgende verkiezingen werd de partij geconfronteerd met een ACW-scheurlijst onder leiding van voormalig CDK-er Jef Mertens. De CDK verloor die verkiezingen ruim 13% en strandde daarbij op 30,59% van de stemmen. De partij hield daardoor slechts vier verkozenen over in de gemeenteraad. Er werd ditmaal een coalitie gevormd met het ACW en de PPB. Burgemeester werd Cornelissen. Bij de lokale verkiezingen van 1994 behaalde de CDK een absolute meerderheid, maar liefs 60,48% van de kiezers stemden op de partij. Goed voor 9 verkozenen (Fons Cornelissen, Frans Cox, Jeanne Sterkens, Jos Braspenning, Jos Dirven, Leo Gladines, Angelina Olieslagers, Gust Mertens en Leo Van Tilburg). Toch besloot de partij een coalitie te sluiten met alle partijen met een verkozene in de gemeenteraad (DBB en Dorps), met aan het hoofd wederom burgemeester Cornelissen. Schepenen voor CDK waren deze legislatuur Frans Cox, Jos Braspenning en Leo Van Tilburg.
Bij de stembusgang van 2000 is Cornelissen lijsttrekker en Van Tilburg lijstduwer. De partij verloor circa 8% ten overstaan van de vorige verkiezingen, maar behield haar meerderheid in de gemeenteraad. Ze overtuigde ditmaal 52,51% van de kiezers, goed voor 7 zetels in de gemeenteraad. Verkozenen waren Fons Cornelissen, Jan Van Leuven, Frans Cox, Jeanne Sterkens, Jos Braspenning en Leo Van Tilburg. Cornelissen werd opnieuw aangesteld tot burgemeester. Halfweg deze legislatuur (december 2002) werd hij opgevolgd door partijgenoot (en tevens voormalig burgemeester) Jan Van Leuven en in april 2004 werd Sterkens opgevolgd door Maria Boudewijns. Lijsttrekker bij de stembusgang van 2006 was burgemeester Van Leuven. De partij boekte een winst van circa 4% tov 2000 en strandde op 56,07% van de stemmen. Ze behield haar zeven verkozenen. Van Leuven bleef aan als burgemeester en de schepenen deze bestuursperiode waren Leo Van Tilburg, Ad Haneveer en Ann Brosens (laatsgenoemde werd tevens OCMW-voorzitster). In oktober 2011 nam Leo Van Tilburg de burgemeesterssjerp over van Van Leuven. Zijn schepenmandaat ging vervolgens over naar Lief Proost en Jos Braspenning maakte zijn herintrede in de Baarlese gemeenteraad.